# Wilhelm Gabriel
Wilhelm Ernst Karl Gabriel, genannt „Wiga“, (* 8. August 1897 in Charlottenburg; † 21. April 1964 in Hamburg) war ein deutscher Komponist und Musikverleger. Zu seinem größten Erfolg wurde das „Hofbräuhaus-Lied“ In München steht ein Hofbräuhaus (1935), das bis heute als Stimmungs- und Trinklied weltweit bekannt ist. Neben Stimmungsliedern schrieb er auch Soldatenlieder.

## Leben und Wirken
1929 schrieb er Schöne Frau im Mond für den Stummfilm Frau im Mond von Fritz Lang.
Nach der „Machtergreifung“ der Nationalsozialisten textete und komponierte Gabriel 1933 unter dem Pseudonym „Rolf Hildebrand“ das Lied Wenn die SS und die SA aufmarschiert mit Tschingderassassa, ein Lied, das mit dem SA-Chor Sturm 33 auch auf Tonträger aufgezeichnet wurde.
1936 schrieb er für die Wehrmacht den Marsch Sie hieß Marie, und treu war sie. Die Melodie dieses Stücks klang 1949 in dem Karnevalsschlager Wer soll das bezahlen? an. Gabriel erhob deshalb erbost den Vorwurf des Plagiats gegen die Urheber, darunter der legendäre Kölner Unterhaltungskünstler Jupp Schmitz.
Von 1949 bis 1956 lebte Gabriel zusammen mit seiner Ehefrau Emmi Gabriel, geborene Hillenmaier, in Oberholsten (Landkreis Melle), wo er sich nach Zeitzeugenberichten am kulturellen Leben der Gemeinde beteiligte, indem er unter anderem Arrangements für den örtlichen Männergesangsverein verfasste.